# كارلتون
كارلتون (بالإنجليزية: Carlton)‏ هي مدينة أمريكية تقع في ولاية ألاباما.ويبلغ عدد سكانها 65 نسمة حسب إحصاء سنة 2010 م.